# Erich von Hornbostel
Erich Moritz von Hornbostel (né le 25 février 1877 à Vienne et mort le 28 novembre 1935 à Cambridge) est un ethnomusicologue et historien de la musique autrichien. Il est considéré comme un des pionniers de l’ethnomusicologie, et a conçu avec Curt Sachs le système Hornbostel-Sachs pour la classification des instruments de musique.

## Biographie
Hornbostel naît à Vienne dans une famille de musiciens issue de la noblesse de Saxe. Ses parents sont Erich Otto von Hornbostel (1846-1910) et la chanteuse Helen Magnus (1840-1914). Il étudie le piano, l’harmonie et le contrepoint durant l’enfance. Il obtient ensuite un doctorat en chimie à l’université de Vienne en 1900,. 
Il déménage ensuite à Berlin, où il travaille avec Carl Stumpf sur la psychologie de la musique et la psychoacoustique. Il est son assistant à l’Institut de psychologie de Berlin, et devient le premier directeur des Archives phonographiques de Berlin en 1905, lorsque les archives de l’institut sont utilisées pour sa création. Durant cette période, il élabore avec Curt Sachs sur un système de classification des instruments de musique, qu’ils publient en 1914.
Durant la première guerre mondiale, Hornbostel développe avec Max Wertheimer l’aérophone, à visée militaire. Il est nommé professeur à l’université de Berlin en 1917.
En 1933, il est démis de tous ses postes par le parti nazi car sa mère est juive. Il part alors en Suisse, puis aux États-Unis, où il rejoint The New School à New York avec Wertheimer. Enfin, il déménage à Cambridge, au Royaume-Uni, où il compile et archive des enregistrements de musique folklorique non-européenne. Sa santé se dégrade, et il y meurt en 1935.

## Vie privée
Il épouse le 21 août 1903 à Berlin Susanne Apolant, fille du médecin Eduard Apolant.

## Travaux
Hornbostel a principalement contribué à l’ethnomusicologie, aussi appelée musicologie comparative. Il étudie ainsi en 1906 la musique et la psychologie du peuple pawnee, dans l’Oklahoma. Parmi ses spécialités, on trouve les musiques traditionnelles africaines et asiatiques : il les enregistre, et développe un système de transcription de ces mélodies. Il a notamment écrit au sujet des musiques japonaise, turque, indienne et amérindienne avec Otto Abraham. Il interprète les différents systèmes d’accordage par rapport au caractère de la musique, et compare ces systèmes. 
Son travail a été critiqué depuis, mais il s’agissait de travaux pionniers pour son époque. D’après Hornbostel, la musique devait s’inscrire de façon plus générale dans le cadre de la recherche anthropologique.

### Disciples
Les travaux de Hornbostel ont influencé ses élèves et collègues, au nombre desquels on compte Fritz Bose, Henry Cowell, George Herzog, Hans Hickmann, Heinrich Husmann, Mieczyslaw Kolinski, Jaap Kunst, Robert Lachmann, Curt Sachs et Marius Schneider.